# Paul Markurt

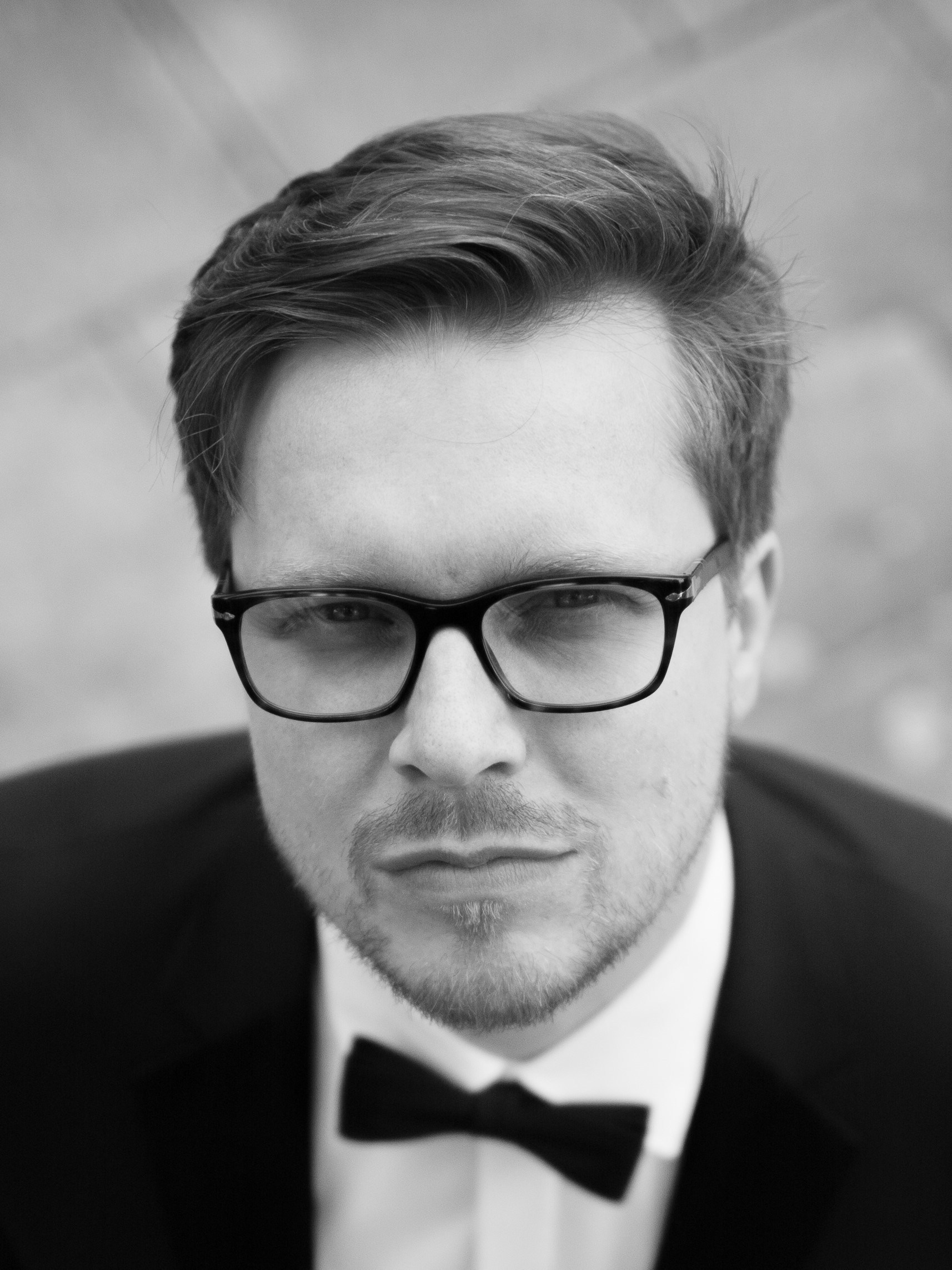
Paul Markurt 2017

Paul Markurt (* 1981 in Berlin) ist ein deutscher Drehbuchautor und Producer. Er lebt seit 2009 in Erfurt.

## Leben
Nach dem Abitur am Goethe-Gymnasium in Berlin-Wilmersdorf im Jahr 2001, einem Praktikum in der Promotionabteilung eines Berliner Radiosenders und Zivildienst in einer Integrations-Kindertagesstätte begann er 2003 in der Filmproduktion zu arbeiten. 
Von 2005 bis 2011 studierte er Film- und Fernsehproduktion an der Hochschule für Film und Fernsehen "Konrad Wolf" (heute Filmuniversität Babelsberg "Konrad Wolf") 
Von 2009 bis 2016 war er als Producer bei der Kinderfilm GmbH in Erfurt tätig.
Seit 2016 arbeitet er als freier Drehbuchautor.

## Filmografie (Auswahl)

### Als Drehbuchautor
- 2024: Im Labyrinth der Lügen (Folgen 4 bis 7)
- 2024: Happy Hochzeitstag (Kurzfilm, mit Nadja Beinert)
- 2022: Ach du heilige Scheibe – Die Abenteuer von Mimo und Leva (Headautor mit Matthias Frahm, Drehbuch für 10 Folgen)
- seit 2021: Schloss Einstein
- 2020: Dino Rise – Die Legende des Dino Rock
- 2020: Verstehen Sie Spaß? Kids
- 2018: #zurheiterenhenne
- 2017: Felix macht Ferien

### Als Producer
- 2015: Winnetous Sohn
- 2014: Die Schneekönigin
- 2013: Die Goldene Gans
- 2013: Die kleine Meerjungfrau
- 2012: Die Sechs Schwäne
- 2010–2012: Kika Krimi.de Erfurt